# تاکاکو توکیوا
تاکاکو توکیوا (انگلیسی: Takako Tokiwa؛ زادهٔ ۳۰ آوریل ۱۹۷۲) یک هنرپیشه اهل ژاپن است. 
از فیلم‌ها یا برنامه‌های تلویزیونی که وی در آن نقش داشته است می‌توان به پسران قرن بیستم اشاره کرد.